# Polissea, Sosnîțea
Polissea (în ucraineană Полісся) este un sat în comuna Matviivka din raionul Sosnîțea, regiunea Cernihiv, Ucraina.

## Geografie
Polissia este un sat pitoresc aflat la o distanță de 108 km de centrul regional și la doar 20 km de centrul raional. Acesta este străbătut de râul Volynka, un afluent de dreapta al râului Ubid, care izvorăște la periferia sud-estică a satului, oferind astfel o panoramă impresionantă. În plus, satul se bucură de două trasee turistice populare: Ruda și Valea Vedmezha, care sunt foarte apreciate de către turiști.

## Istorie
În secolul al XIX-lea, zona de la marginea Marii Păduri găzduia zece cătune din regiunea Volyn. Până în 1951, satul era denumit Benderivka, iar în 1858, în timpul șerbiei, existau opt curți în cele zece cătune ale regiunii Volyn. În 1897, numărul gospodăriilor crescuse la 293 în aceeași zonă.
La începutul secolului al XIX-lea, în Polissia existau patru ferme independente, cunoscute sub numele de fermele Volyn. În 1901, conform statisticilor, cele patru ferme fuseseră transformate în două sate separate: Hamanivka, cu o populație de 193 de persoane, și Benderivka, cu o populație de 468 de persoane. Ulterior, al doilea sat a absorbit primul.
În 1939, satele Volyn Kokoshivka, Patsiuki, Tkachi, Mukhi și Shpakiv au fost relocate într-o fermă colectivă.
În septembrie 1941, trupele naziste au ocupat temporar Benderivka. La 18 septembrie 1943, satul a fost eliberat de sub opresiunea nazistă.
Datorită asocierii satului Benderivka cu Stepan Bandera, acesta a fost redenumit Fedorivka. Ulterior, în 1951, satul a fost redenumit Polissia.
Conform legendei locale, numele incomod al satului Benderivka este legat de numele orașului moldovenesc Bender. 

## Demografie
Componența lingvistică a localității Polissea
     Ucraineană (99,02%)
     Alte limbi (0,98%)
Conform recensământului din 2001, majoritatea populației localității Polissea era vorbitoare de ucraineană (99,02%), existând în minoritate și vorbitori de alte limbi.